# Oscar Rodrigues Alves
Oscar Rodrigues Alves (Guaratinguetá, 16 de novembro de 1884 — ?, 1951) foi um político brasileiro. Exerceu o mandato de deputado federal constituinte por São Paulo em 1934.

## Biografia
Oscar Rodrigues Alves nasceu no dia 16 de novembro de 1884 na cidade de Guaratinguetá, interior de São Paulo, filho do também político e ex-presidente da República Francisco de Paula Rodrigues Alves e de Ana Guilhermina de Oliveira Alves, descendente de Francisco de Assis e Oliveira Borges, visconde e barão da cidade.
Começou seus estudos do ensino básico em sua cidade natal. Fez o ensino secundário em Taubaté (SP), Petrópolis (RJ) e na própria cidade do Rio de Janeiro. Entrou na Escola Naval em 1897, onde ficou como aspirante a guarda-marinha pelo período de um ano. Já em 1898, abandonou a instituição para começar seus estudos em medicina na Faculdade de Medicina do Rio de Janeiro. Até se formar no ano de 1904, Oscar Rodrigues Alves assumiu o posto de interno da cadeira de clínica propedêutica, sob regimento do professor Miguel Couto. Após sua formatura, tornou-se depois médico da Assistência Pública do Rio de Janeiro.
Entre 1905 e 1906, viajou para a Europa para representar o Brasil no Congresso Internacional contra a Tuberculose, em Paris, França. Nesse período, visitou diversos hospitais e clínicas médicas tanto de Paris quanto de Viena, na Áustria, e Berlim, na Alemanha, além de frequentar um curso do Instituto Pasteur, na capital francesa. Depois de voltar ao Brasil, dedicou-se ao exercício da Medicina até 1911, quando se tornou assistente da cadeira de clínica médica da Faculdade de Medicina do Rio. Foi também um dos maiores incentivadores da criação da Faculdade de Medicina de São Paulo, juntamente com Arnaldo Vieira de Carvalho e Altino Arantes, projeto concretizado com a fundação da faculdade em 1912.

## Vida pública
Oscar Rodrigues Alves passou a se envolver mais diretamente com política quando assumiu a Secretaria da presidência de São Paulo, entre 1912 e 1916, e a Secretaria dos Negócios do Interior, entre 1916 e 1920. Depois desse período, se filiou ao Partido Republicano Paulista (PRP) e foi senador estadual de São Paulo, com mandato de 1922 a 1930. Após a Revolução de 1930, foi eleito deputado federal e integrou a Assembleia Nacional Constituinte em 1933 na legenda Chapa Única por São Paulo Unido, coligação entre o PRP e o Partido Democrático (PD). Seu mandato durou até 1935 com a promulgação da nova Carta Constitucional, em 1934.

Três anos depois da Constituinte, porém, apoiou a instauração do Estado Novo pelo então presidente Getúlio Vargas.